# Samuel Magni Vigius
Samuel Magni Vigius, död 1651 i Vårdnäs församling, Östergötlands län, var en svensk präst.

## Biografi
Samuel Vigius var son till kyrkoherden Magnus Caroli i Norra Vi församling och Brita Persdotter. Han prästvigdes 19 september 1621 och blev samma år komminister i Norra Vi församling, Vigius blev 1625 komminister i Sankt Lars församling, Linköping och huspredikant hos översten Otto von Scheiding och regementspräst. 1634 blev han  domkyrkokomminister i Linköpings församling. Han blev 1 maj 1638 kyrkoherde i Vårdnäs församling och var funktionär vid prästmötet 1651. Vigius avled 1651.

### Familj
Vigius var gift med Brita Nilsdotter (död 1678). De fick tillsammans barnen Anna Vigius som var gift med komministern Eric Älf i Vårdnäs församling, Måns Vigius (död 1646), Karin Vigius (död 1647), Brita Vigius (död 1656) Elisabet Vigius (död 1656) och dottern Elin Samuelsdotter Vigia som var gift med komministern Sveno Olai i Skönberga församling. Efter Vigius död gifte Brita Nilsdotter om sig med kyrkoherden Emundus Lynœus i Vårdnäs församling.